# إدوارد بيشر
إدوارد بيشر (بالألمانية: Eduard Becher) هو عالم حشرات نمساوي، ولد في 30 سبتمبر 1856، وتوفي في 11 نوفمبر 1886.